# 王作义
王作义（1932年—2024年9月8日），山西交城人，中国人民解放军将领、中国人民解放军中将。 
1993年，授予中国人民解放军中将，曾任第二炮兵副政治委员。